# 羅伯·曼佛瑞
小羅伯特 D. 曼佛瑞（英語：Robert D. Manfred Jr.，1958年9月28日—）是一位美國律師和企業主管，曾任美國職棒大聯盟營運長，現時為美國職棒大聯盟主席。

## 外部連結
- .   [2022-08-24]. （原始内容存档于2016-03-04）.